# Earinus burmensis
Earinus burmensis är en stekelart som beskrevs av Gupta och Bhat 1974. Earinus burmensis ingår i släktet Earinus och familjen bracksteklar. Inga underarter finns listade i Catalogue of Life.